# Obereopsis varieantennalis
Obereopsis varieantennalis är en skalbaggsart som beskrevs av Stefan von Breuning 1982. Obereopsis varieantennalis ingår i släktet Obereopsis och familjen långhorningar. Inga underarter finns listade i Catalogue of Life.